# Dante Washington
Dante Deneen Washington (Baltimore, 21 november 1970) is een voormalig profvoetballer uit de Verenigde Staten, die speelde als aanvaller. Hij beëindigde zijn loopbaan in 2006 bij de indoorsoccerclub Baltimore Blast.

## Interlandcarrière
Washington speelde zes interlands voor de nationale ploeg van de Verenigde Staten (1991-1997) en scoorde gedurende die periode twee keer voor Team USA. Hij maakte zijn debuut op 5 februari 1991 in een vriendschappelijke wedstrijd tegen Mexico (2-2) in Los Angeles, net als verdediger Alexi Lalas. Hij nam in die wedstrijd het eerste Amerikaanse doelpunt voor zijn rekening. Washington nam een jaar later met het Amerikaans olympisch voetbalelftal deel aan de Olympische Spelen in Barcelona (1992). Tevens maakte hij deel uit van de selectie, die in 1991 de gouden medaille won bij de Pan-Amerikaanse Spelen door in de finale Mexico met 2-1 te verslaan.

## Erelijst
Dallas Burn
- Lamar Hunt U.S. Open Cup:

1997
 Columbus Crew
- Lamar Hunt U.S. Open Cup:

2002